# Leeuw (sterrenbeeld)

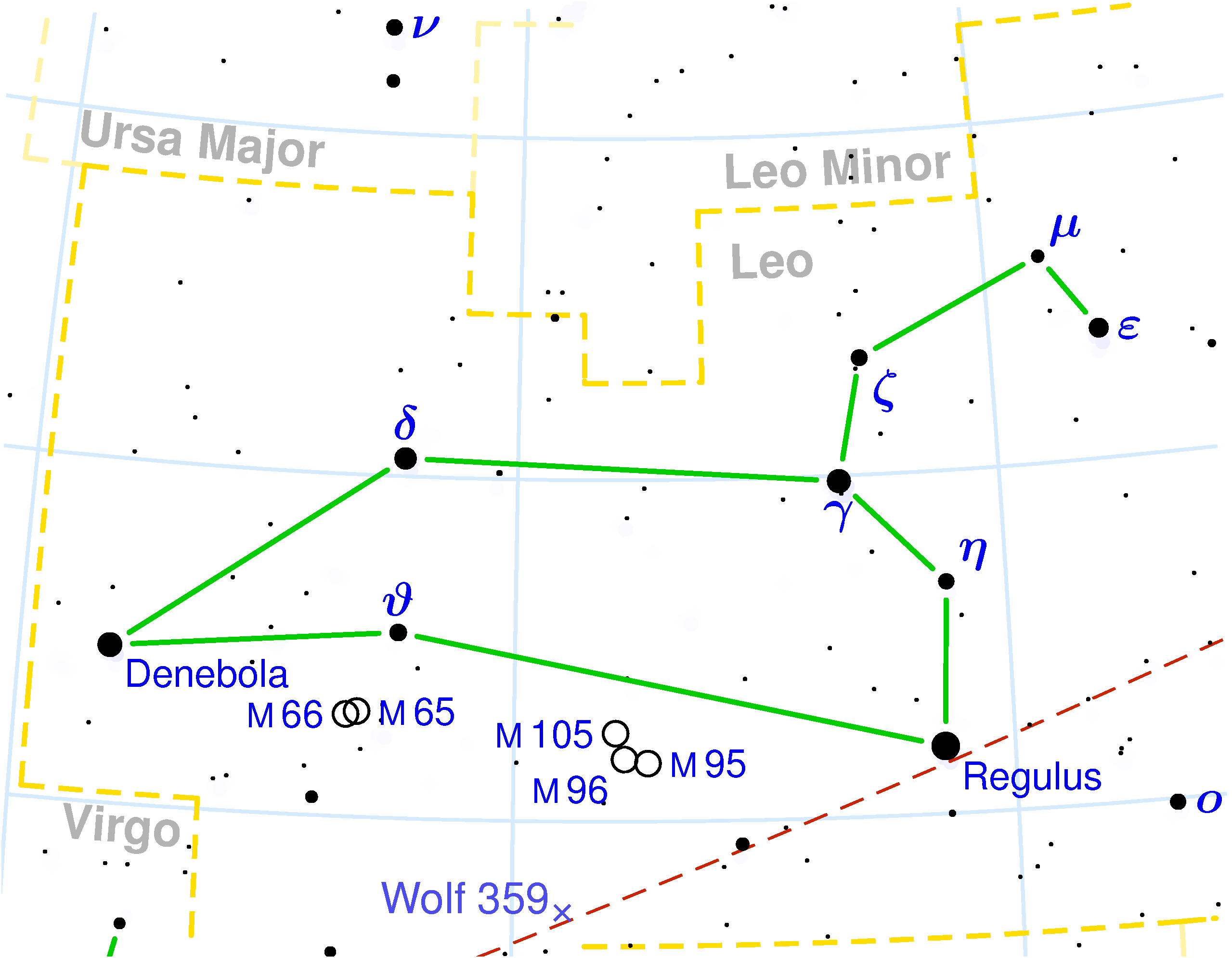
Kaart van het sterrenbeeld Leeuw.

Leeuw (Leo, afkorting Leo) is een relatief makkelijk herkenbaar sterrenbeeld aan de noorderhemel. De ecliptica loopt door het sterrenbeeld en het is dus een van de tekens van de dierenriem. Het is een van de oudste sterrenbeelden en werd al door de Babyloniërs als zodanig herkend. De Grieken zagen er de Nemeïsche leeuw in, het dier dat in de mythologie door Herakles werd gedood. In de 2e eeuw n.Chr. gaf de astronoom Claudius Ptolemaeus een gedetailleerde beschrijving van het sterrenbeeld aan de sterrenhemel. In de Oudheid stond de Zon elk jaar vanaf eind juli tot eind augustus schijnbaar tussen deze sterren, en in de Westerse astrologie wordt het teken Leeuw nog steeds aan die periode toegekend. Door de precessie (beweging van de aardas) is het teken Leeuw ten opzichte van de vaste sterren nu ongeveer een volledig teken verschoven. De IAU kent het gebied tussen rechte klimming 9u18m en 11u56m en tussen declinatie −6° en +33° aan de Leeuw toe. De Zon beweegt elk jaar van 10 augustus tot 16 september door dit deel van de hemel.

## Sterren
(in volgorde van afnemende helderheid)
- Regulus (α, alpha Leonis)
- Denebola (β, beta Leonis)
- Zosma (δ, delta Leonis)
- Algeiba (γ, gamma1 Leonis)
- Ras Elased Australis (ε, epsilon Leonis)
- Chort (θ, theta Leonis)
- Adhafera (ζ, zeta Leonis)
- Subra (ο, omicron Leonis)
- Ras Elased Borealis (μ, mu Leonis)
- Alterf (λ, lambda Leonis)
- Al Minliar al Asad (κ, kappa Leonis)

## Bezienswaardigheden
- Straalsgewijs vanuit dit sterrenbeeld is tussen 13 en 17 november de meteorenzwerm Leoniden waar te nemen. In dit sterrenbeeld bevindt de Messierobjecten Messier 65, Messier 66, Messier 96 (alle spiraalvormige sterrenstelsels), en Messier 105 (elliptisch sterrenstelsel) (en verder in totaal 396 NGC objecten).
- De roodoranje-kleurige ster R Leonis net ten zuiden van de ster 19 Leonis. Beide sterren bevinden zich op 5 graden westelijk van de hoofdster α Leonis (Regulus).
- De koele koolstofster CCCS 1879 (CGCS 3058) op 11h 33m / +1° 45' (CCCS = Catalogue of Cool Carbon Stars, CGCS = Catalogue of Galactic Carbon Stars).[bron?] Gezien het feit dat het een koele koolstofster is (Cool Carbon Star), is dit een van de meest roodkleurige sterren waarneembaar m.b.v. een amateurtelescoop.

## Wanneer het best te zien?
Op het noordelijk halfrond is Leeuw in de lente te zien. De beste tijd om deze sterrengroep te observeren is begin april om 9 u 's avonds.

## Aangrenzende sterrenbeelden
(met de wijzers van de klok mee)
- Kleine Leeuw (Leo Minor)
- Lynx (raakt maar op één punt)
- Kreeft (Cancer)
- Waterslang (Hydra)
- Sextant (Sextans)
- Beker (Crater)
- Maagd (Virgo)
- Hoofdhaar (Coma Berenices)
- Grote Beer (Ursa Major)

## Mythologie
In de Griekse mythologie verwijst het naar de Nemeïsche leeuw die Herakles doodde tijdens een van zijn slagen. De Egyptenaren aanbaden de leeuw omdat de zon in dit sterrenbeeld stond als de levens-brengende overstromingen van de Nijl plaatsvonden.